# Schloss Pleß
Das Schloss Pleß ist ein Schloss in Pszczyna (dt. Pleß) in Oberschlesien (Polen).

## Geschichte

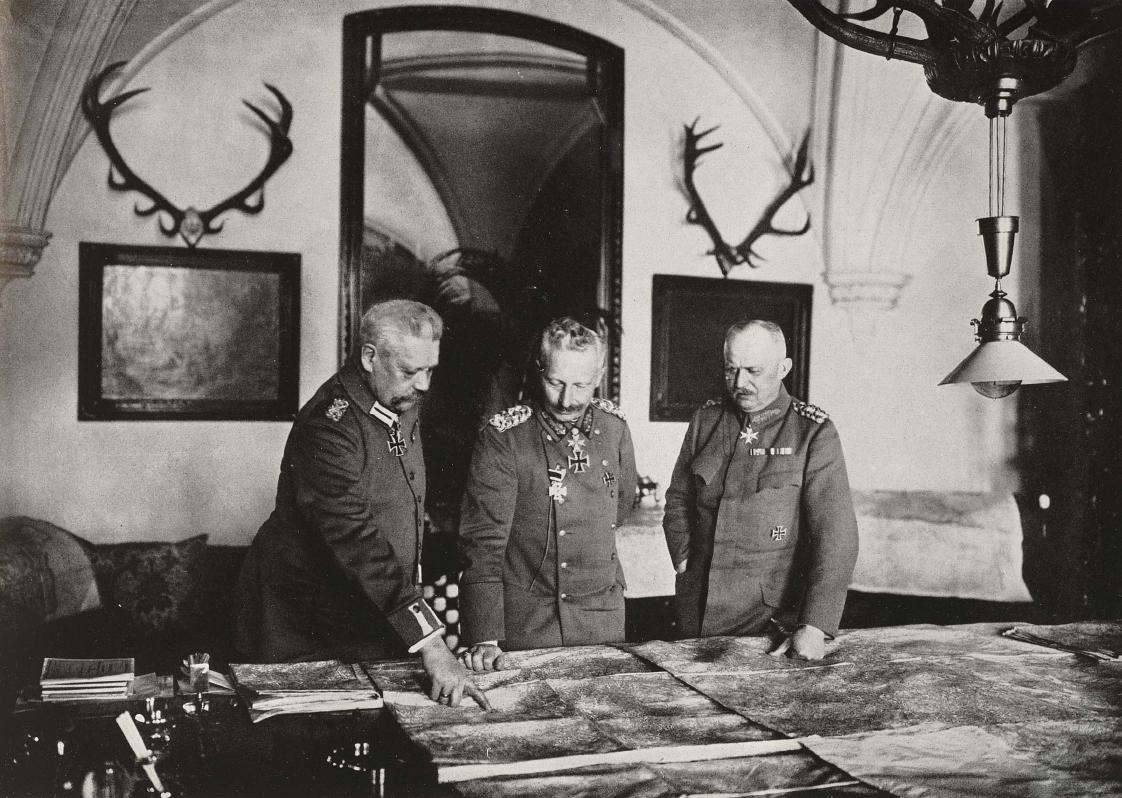
Hindenburg, Kaiser Wilhelm II. und Ludendorff im Schloss Pleß (von links nach rechts)

Ein erstes Schloss entstand bereits im 11./12. Jahrhundert und wurde mehrmals umgebaut. Im Mittelalter gehörte es u. a. zum Herzogtum Ratibor, Herzogtum Troppau und Herzogtum Teschen. Zwischen 1548 und 1765 gehörte es der Familie Promnitz, 1765–1847 den Fürsten von Anhalt-Köthen-Pless und ab 1847 der Familie Hochberg zu Pless unter anderem vertreten durch den Standesherrn Hans Heinrich X. Fürst von Pless. 
Das Schloss wurde 1870–1876 im Stil des Neubarock nach Entwürfen des international bekannten französischen Architekten Gabriel-Hippolyte Destailleur umgebaut, die Bauleitung oblag Architekt Jean-Baptiste Leyendecker. Als Bauauftraggeber wirkte der Grundbesitzer zu Pless und Fürstenstein Hans Heinrich XI. von Hochberg, der mit mehreren namhaften Funktionen am preußischen Hof Einfluss hatte.
Während des Ersten Weltkriegs befand sich das deutsche Große Hauptquartier von 1915 bis 1917 im Westflügel des Schlosses. Die 3. Oberste Heeresleitung wurde dort am 29. August 1916 aus der Führung von Ober Ost Paul von Hindenburg und dessen Stabschef Erich Ludendorff gebildet. Grundherr auf Schloss Pless war damals Hans Heinrich XV. Fürst von Pless. 1937 wirkte Dr. rer. pol. Hans Heinrich XVII. Prinz von Pless als Generalbevollmächtigter des alten Familienfideikommiss Fürstentum Pleß mit Unterstützung eines Oberdirektor, unter Zwangsverwaltung eines polnischen Diplomingenieurs mit Sitz in Katowice. Formell erbte Alexander I. Friedrich-Wilhelm Georg Konrad (Conrad)-Ernst-Maximilian von Hochberg, 5(9). Fürst von Pless, Graf von Hochberg, Freiherr zu Fürstenstein, genannt Alexander Hochberg-Pszczyński.

## Ausstattung
Höhepunkte des Schlosses sind der Blick auf den eindrucksvollen Park, das große Treppenhaus, der hohe Spiegelsaal, in dem auch Konzerte und Vorträge stattfinden, sowie die historischen Inneneinrichtungen aus dem 19. und frühen 20. Jahrhundert. Zu sehen sind auch das ehemalige Appartement von Kaiser Wilhelm II. und die Rüstkammer. Die historischen Wirtschaftsgebäude des Schlosses wurden Anfang 2014 fertig saniert und sind fortan ebenfalls für Besucher geöffnet. Künftig sollen dort ständige und wechselnde Ausstellungen untergebracht werden sowie verschiedene Veranstaltungen stattfinden.

## Galerie

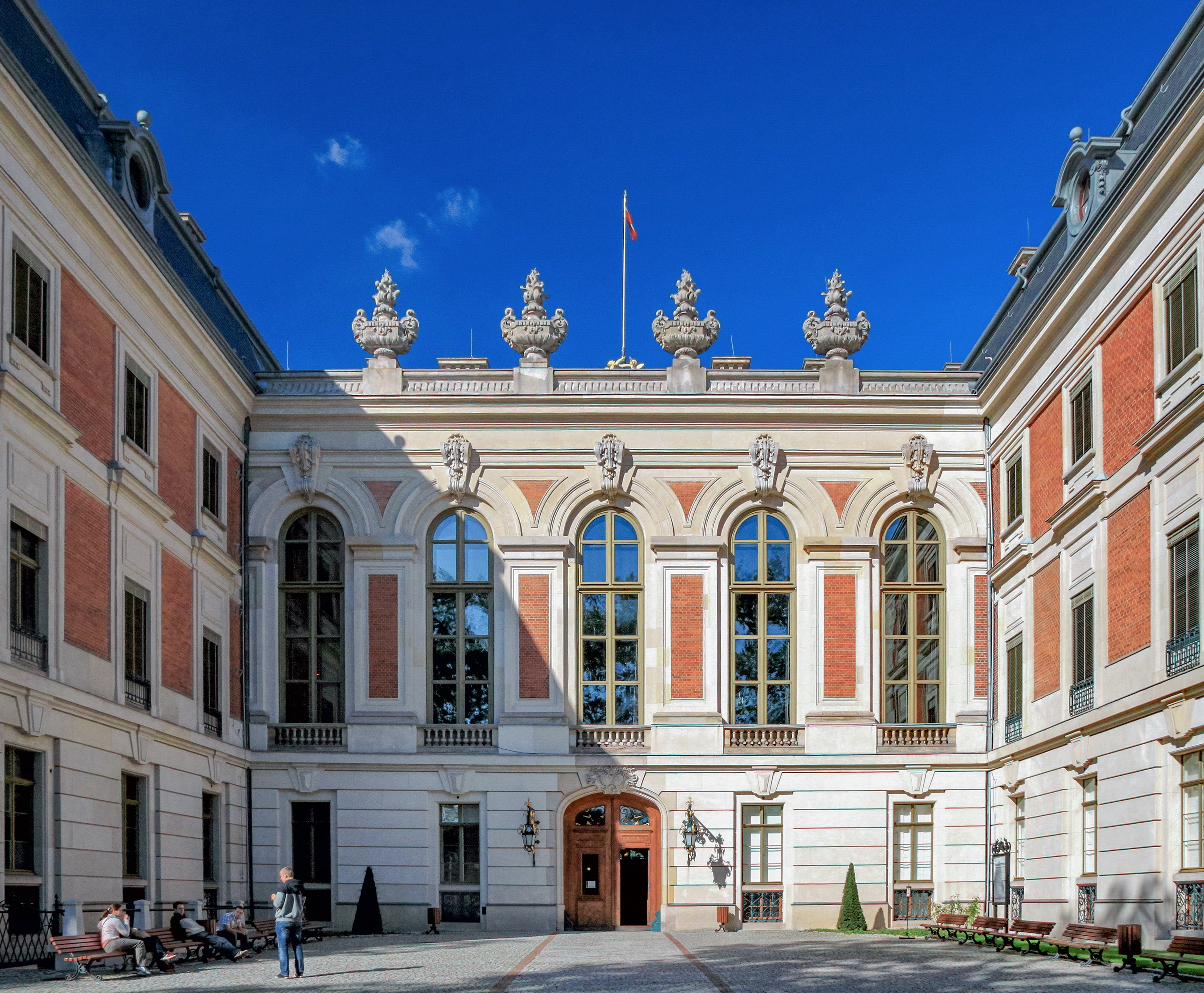
Südfassade
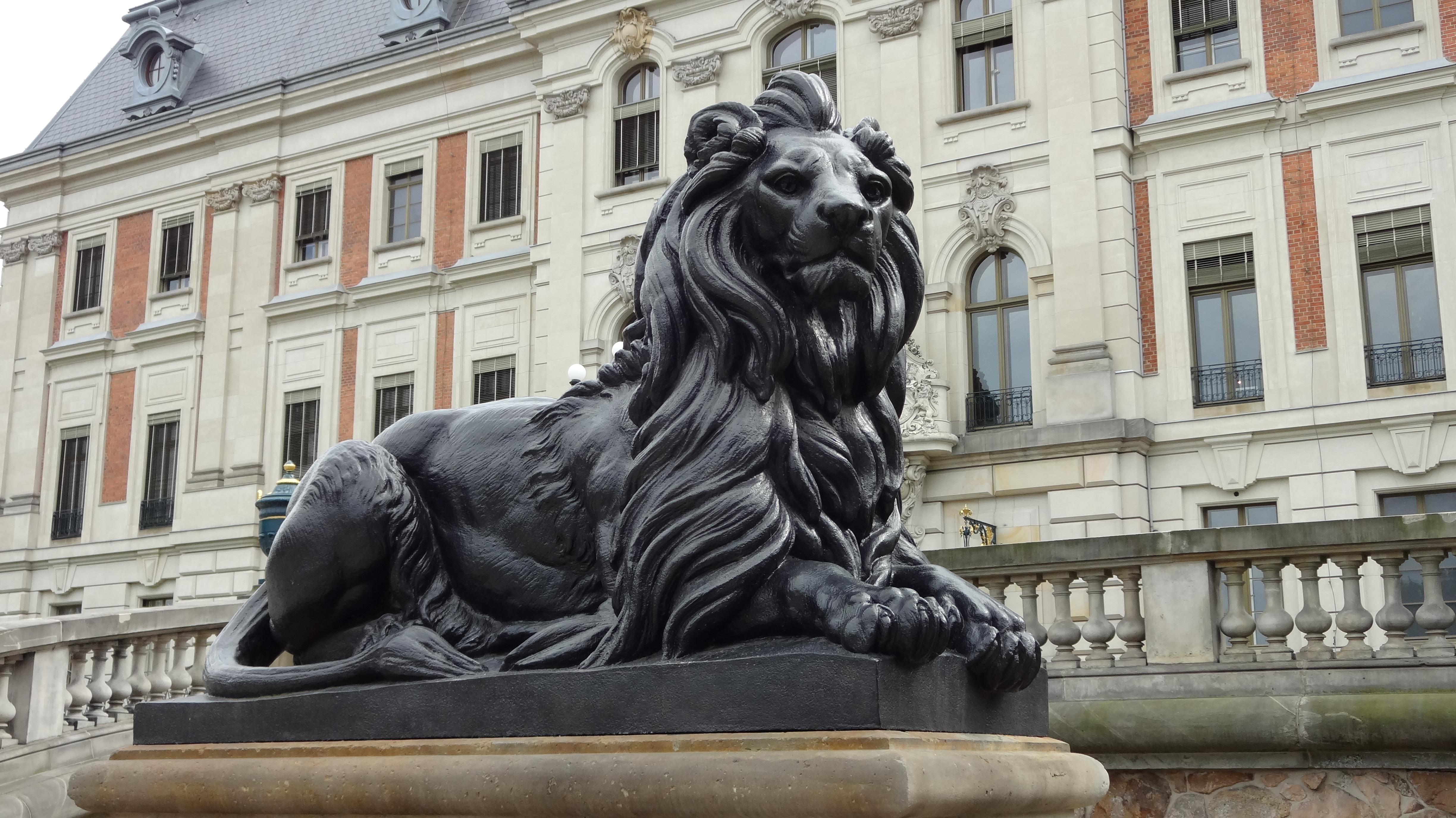
Löwenskulptur vorm Schloss
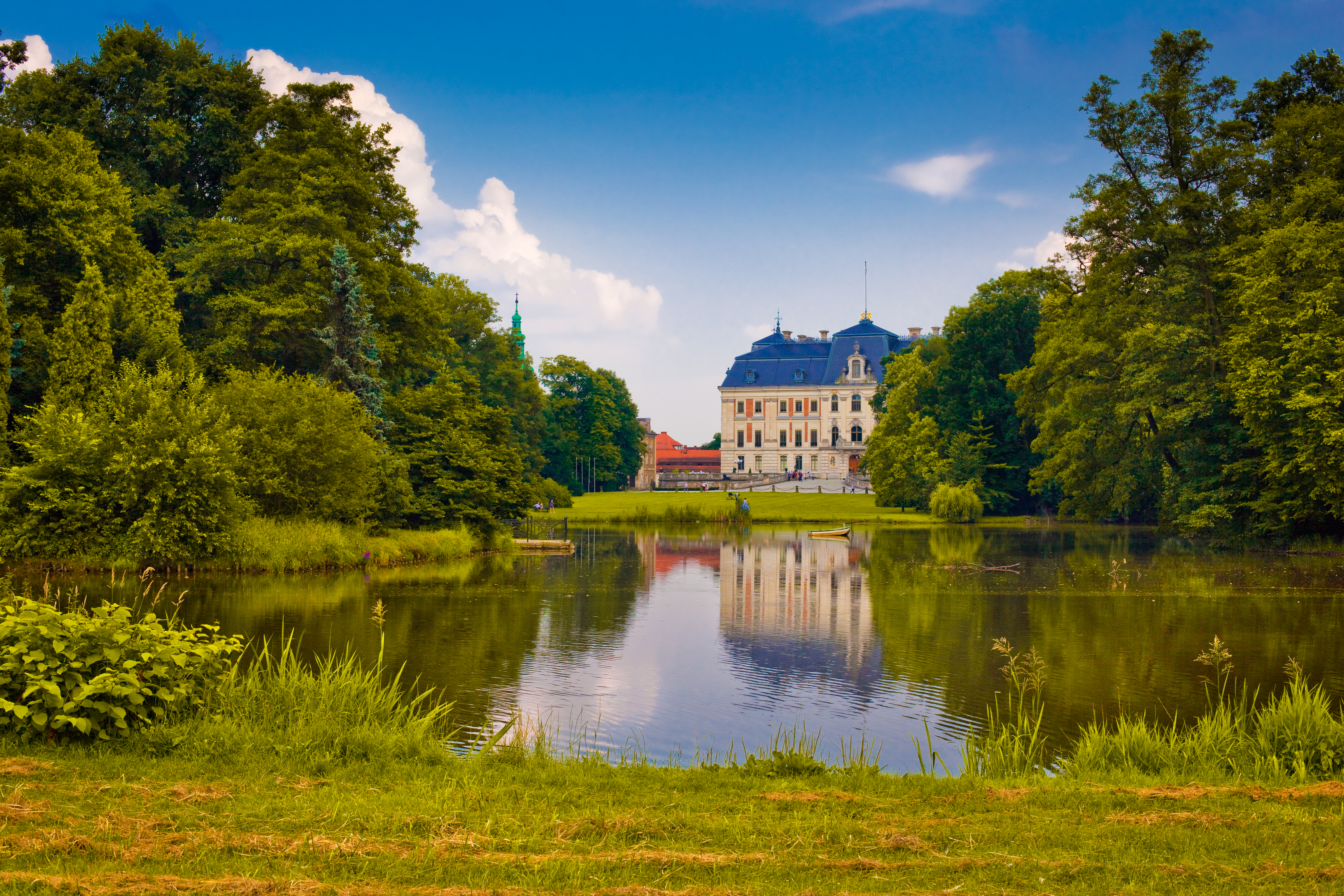
Landschaftsgarten und Schloss
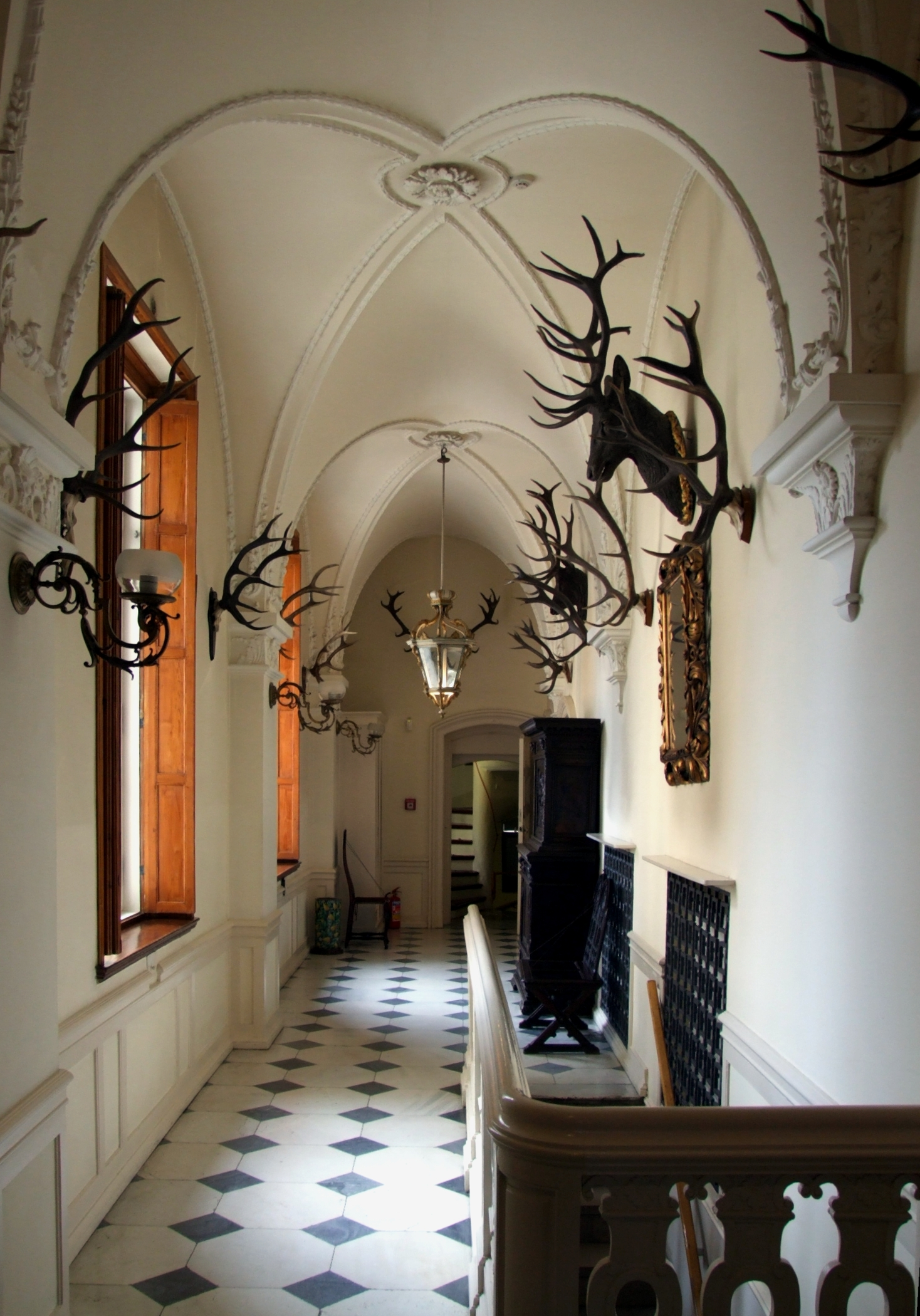
Westlicher Korridor
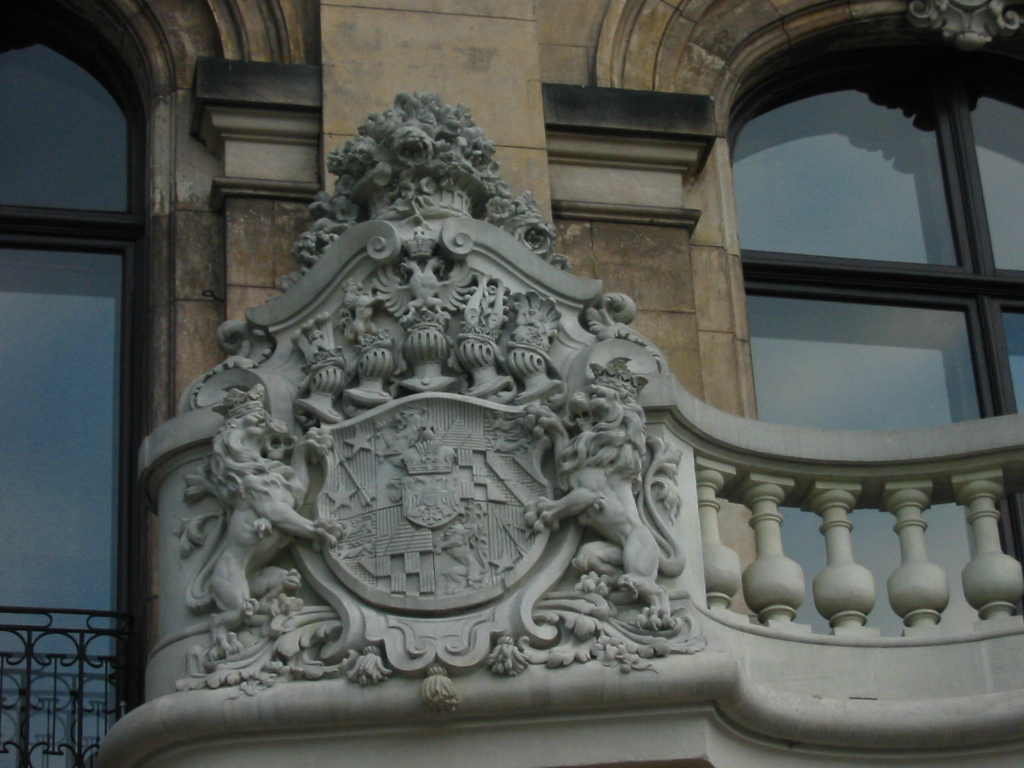
Wappen der Fürsten von Pleß, Grafen von Hochberg
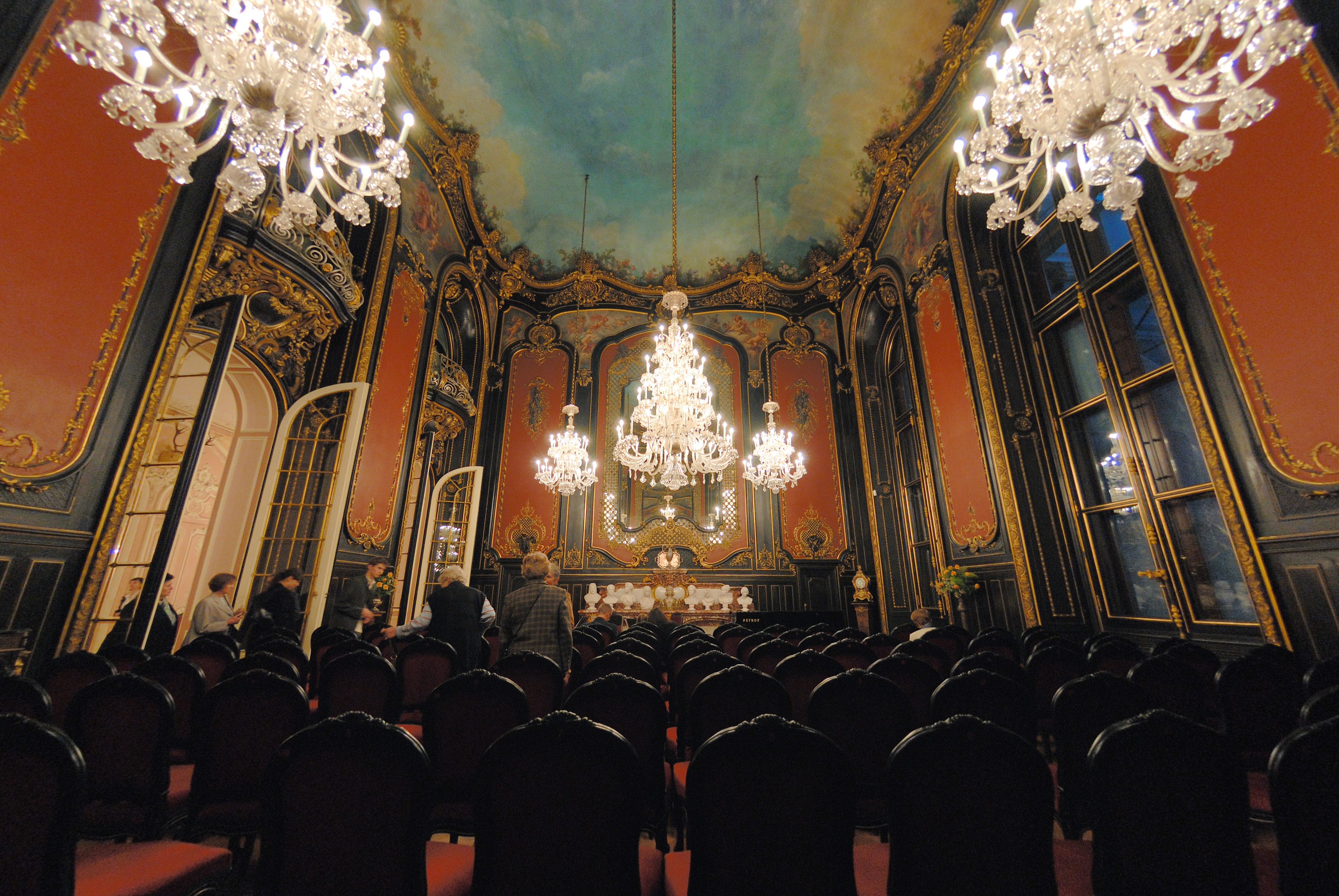
Spiegelsaal
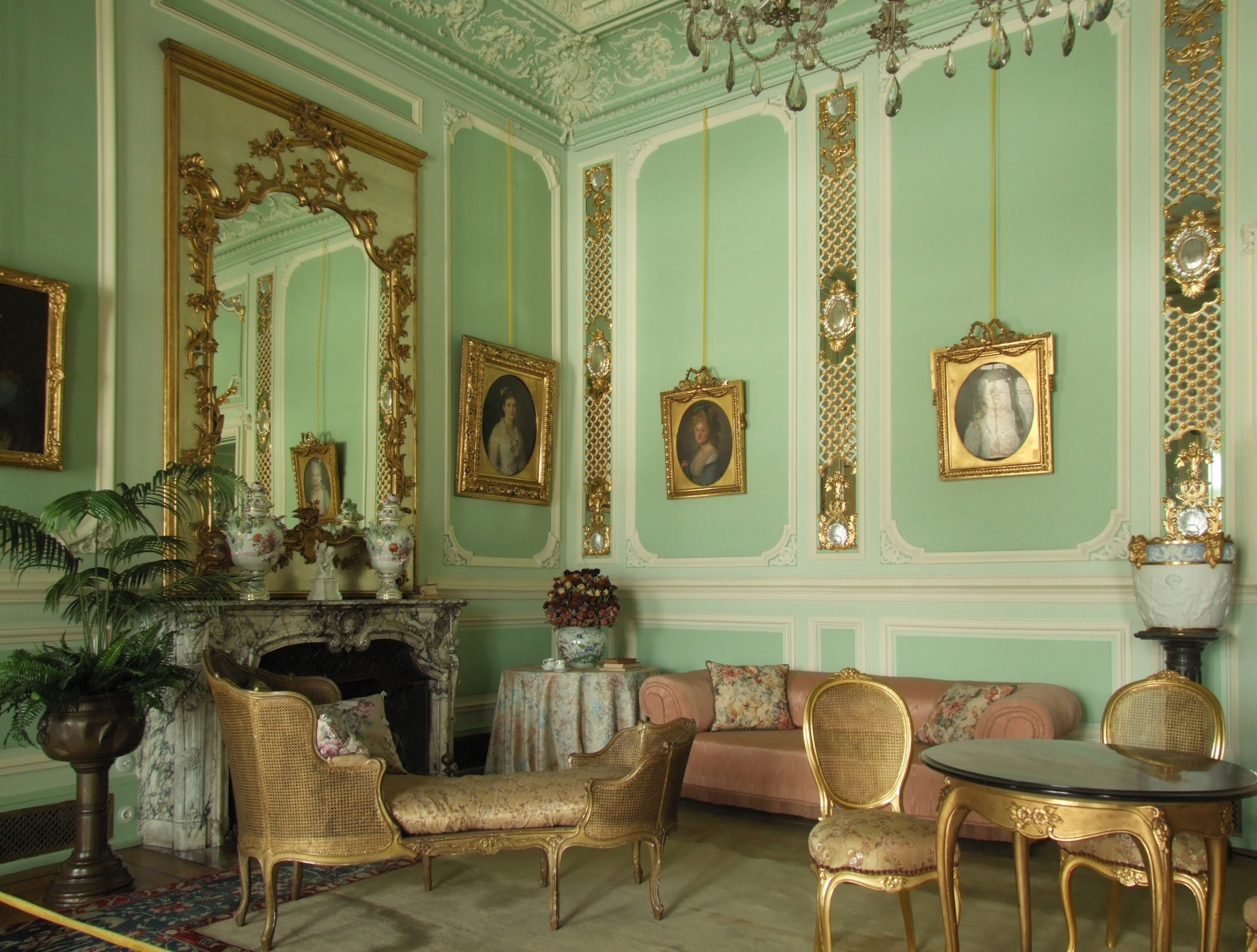
Der grüne Salon